# Purperen pillen
Purperen pillen (oorspronkelijke titel: Purpere pillen) is de titel van het vierde stripverhaal van Jommeke. De reeks werd getekend door striptekenaar Jef Nys.

## Personages
- Jommeke
- Flip
- Teofiel
- Marie
- Filiberke
- Pekkie
- Professor Gobelijn
- het volk uit de Purperen Berg
- kleine rollen : Annemieke, Rozemieke, Sinterklaas, Zwarte Piet

## Verhaal
Het verhaal begint met Sinterklaas en Zwarte Piet die geschenken ronddragen. Zwarte Piet werpt een tent door het open venster van de slaapkamer van Jommeke die hierdoor een blauw oog heeft. In de komische pagina's erna krijgen ook Flip en Jommekes ouders Teofiel en Marie een blauw oog. Om Jommeke zijn zin te geven gaat de hele familie uit kamperen met de nieuwe tent, maar na de eerste sneeuwval vertrekken Marie en Teofiel terug naar huis.  Zij ontmoeten Filiberke die Jommeke zal helpen de tent afbreken. Op dat moment horen ze hulpgeroep van een man die door het ijs is gezakt. Zij redden hem en maken zo kennis met professor Jeremias Gobelijn, professor in alles. Hij heeft echter een groot gebrek: hij vergist zich voortdurend. Uit het gesprek blijkt dat de tent van Sinterklaas voor professor Gobelijn bedoeld was, die zelf per vergissing een speelgoedtreintje en een pak nootjes had gekregen.
Professor Gobelijn vertelt over het doel van zijn expeditie. Hij wil naar de Purperen Berg waarvan hij vermoedt dat de rotsen een grondstof bevatten om krachtpillen te maken. Hiermee wil hij zwakke kinderen sterk en weerbaar maken. Jommeke, Filiberke, Flip en Pekkie besluiten Gobelijn te vergezellen. Na een lange reis bereiken ze de Purperen Berg. Er blijken echter mensen te wonen. Terwijl Filiberke, Flip en Pekkie gaan jagen, worden Jommeke en professor Gobelijn gevangengenomen en in de grotten binnen in de berg vastgebonden. 
De bewoners van de berg zijn allemaal gespierde jonge mannen die schaars gekleed zijn. Enkel de leider is een volwassen man. Er worden geen vrouwen in beeld gebracht. Hun leider vertelt de geschiedenis van het volk. Eens waren zij onderdrukte slaven die wegvluchtten van hun duivelse meester. Zij vestigden zich bij de Purperen Berg en ontdekten de krachtgevende stof in de rotsen. Zo werden zij een sterk volk. Zij besloten het geheim voor zich te houden en iedere vreemde te doden. Vooraleer ze Jommeke en professor Gobelijn willen executeren, wordt prins Abab uitgestuurd om Filiberke gevangen te nemen.
Na een hilarische jacht komt Filiberke terug van de jacht. Hij hoort hulpgeroep van de prins die door een beer aangevallen wordt. Hij slaagt erin de beer te doden en de prins te redden. Als dank besluit de leider de vreemde indringers vrij te laten. Als hij de reden van hun expeditie hoort, laat hij hen ook toe rotsen van de Purperen Berg mee te nemen. 
Weer thuis gaan professor Gobelijn, Jommeke en zijn vrienden aan de slag om purperen pillen te maken. Teofiel krijgt echter een overdosis en breekt de helft van het huis af met zijn kracht. De purperen pillen worden een succes. Professor Gobelijn ontvangt via de minister van volksgezondheid de unieke gouden keten van 72 gouden eremedailles. Jommeke en Filiberke krijgen op zijn voorspraak ook elk een gouden eremedaille. Op het einde krijgt Jommeke een vuistslag van een jongen die purperen pillen heeft genomen. Zo eindigt het verhaal zoals het begonnen is: met een blauw oog.

## Achtergronden bij het verhaal
- In dit album wordt het personage Professor Gobelijn voor het eerst opgevoerd. Zijn ongebruikelijke voornaam Jeremias wordt maar zelden gebruikt, maar staat wel vermeld op het naambord op de toegangspoort van zijn huis. Ook het onderschrift 'professor in alles' staat er op. De professor wordt een van de meest voorkomende nevenpersonages en komt in heel wat albums voor. Zijn voortdurende vergissingen, zijn grote kennis en zijn vele uitvindingen worden het onderwerp van heel wat avonturen van Jommeke.
- De titel vertoont in de huidige spelling een taalfout: 'Purpere pillen' moet immers Purperen pillen zijn. Intussen is dit aangepast bij herdrukken.
- De albums uit de reeks hebben op de achterflap steeds een lijst met reeds verschenen albums. Op veel van de oudere albums staat Purpere pillen als album nummer 1 vermeld, terwijl dit echter nummer 4 hoort te zijn.
- In latere albums wordt nog weleens verwezen naar de purperen pillen, maar er volgen geen nieuwe avonturen rond de Purperen Berg.
- In de originele Zwart-wit versie rijden Sinterklaas en Zwarte Piet met een ezel op het dak. De heruitgave in kleur heeft de ezel vervangen door een bestelwagen waar de Sint en Zwarte Piet mee door Zonnedorp rijden. Zwarte Piet wordt ook getoond met een witte huid, vermoedelijk omdat hij nu niet door de schoorsteen moet klimmen.